# Убивство на полі для гольфу
«Убивство на полі для гольфу» (англ. The Murder on the Links) — третій детективний роман англійської письменниці Агати Крісті, написаний у 1923 році, його вперше опублікували у США видавництво «Dodd, Mead and Company» і у Великій Британії видавництво «The Bodley Head» у тому ж році. Роман із серії про Еркюля Пуаро за участю капітана Гастингса.

## Сюжет
На своїй віллі «Женев'єва» убитий французький олігарх Поль Рено. За день до смерті він надіслав листа легендарному детективові Еркюлю Пуаро, із проханням приїхати до нього на віллу.
На жаль, Пуаро не встигає. Уночі на мсьє Рено і його дружину нападають двоє невідомих. Мадам Рено зв'язують, а чоловіка ведуть. Пізніше його тіло виявлять на недобудованому полі для гольфу. Пуаро з'ясовує, що за два тижні до загибелі, Рено змінив свій заповіт. За заповітом все своє майно він заповів своїй дружині, і практично нічого не залишив своєму синові.
На місці злочину виявлений годинник вбитого, який, хоча й розбився, продовжував йти, але поспішав рівно на дві години. У Пуаро виникає багато питань. Зокрема, його дивує, що слуги нічого не чули, що тіло було залишено там, де його швидко знайдуть, що годинник поспішає. Пуаро починає розслідування.
Другою сюжетною лінією роману є романтична складова. Роман починається з того, що Гастингс знайомиться із молодою жінкою в поїзді Париж-Кале, у яку безнадійно закохується. Її звати Дульсія Дювін, і їй призначено стати дружиною Гастингса, заради весілля з якою він пізніше виїде в Аргентину.

## Персонажі
- Еркюль Пуаро
- Капітан Гастингс

Мешканці вілли «Женев'єва»
- Поль Рено — хазяїн вілли
- Елоїза Рено — його дружина
- Джек Рено — їх син, який виріс за межами Франції
- Франсуаза Аріше — слуга
- Леоні Улар — молода покоївка
- Деніз Улар — її сестра, також покоївка
- Огюст — садівник
- Габриель Стонор — секретар Рено

Мешканці вілли «Маргарита»
- Мадам Добрей — сусідка Поля
- Марта Дюбрей — її дочка